# مائير ديزنغوف
مائير ديزنغوف (بالعبرية: מֵאִיר דִּיזֶנְגּוֹף‏) (بالروسية: Меер Янкелевич Дизенгоф)‏ (مير يانكليفيتش ديزنغوف) (25 فبراير 1861 - 23 سبتمبر 1936) سياسي وزعيم صهيوني ومؤسس مدينة تل أبيب وأول عمدة لها (1911-1922 كرئيس للجنة تخطيط المدينة، 1922-1936 كعمدة لها).
ساهمت أعمال ديزنغوف ونشاطاته في فلسطين أثناء تبعيتها للإمبراطوية العثمانية وأثناء تبعيتها للانتداب البريطاني، في إنشاء دولة إسرائيل. أعلن دافيد بن غوريون استقلال إسرائيل عام 1948 في مقر إقامة ديزنغوف في تل أبيب. ويعتبر منزل ديزنغوف حاليا هو قاعة الاستقلال الإسرائيلية.

## النشأة
ولد مائير ديزنغوف في شوشان بوريم، في 25 فبراير 1861 في قرية إكيموفتسي  بالقرب من أورهي في منطقة بيسارابيا. وفي عام 1878، انتقلت عائلته إلى كيشينيف، حيث تخرج من المدرسة الثانوية ودرس في مدرسة الفنون التطبيقية. وفي عام 1882، تطوع في الجيش الإمبراطوري الروسي، وخدم في جيتومير (وتقع حاليا في شمال غرب أوكرانيا) حتى عام 1884. هناك التقى لأول مرة بزينا برينر التي تزوجها في أوائل تسعينيات القرن التاسع عشر.
وبعد خدمته العسكرية، بقي ديزنغوف في أوديسا، حيث انخرط في حركة نارودنايا فوليا السرية. وفي عام 1885، ألقي القبض عليه بتهمة التمرد وقضى ثمانية أشهر في السجن. وفي أوديسا، التقى ليون بينسكر وآحاد هعام وآخرين، وانضم إلى حركة هوفيفي صهيون (أحباء صهيون).
وعند إطلاق سراحه من السجن، عاد ديزنغوف إلى كيشينيف وأسس فرع بيسارابيا لحركة هوفيفي صهيون (أحباء صهيون)، والذي مثله في مؤتمر عام 1887.
غادر كيشينيف في عام 1888 لدراسة الهندسة الكيميائية في جامعة السوربون في باريس. وفي جامعة السوربون التقى إيلي شيد، وهو ممثل لمشاريع البارون إدموند دي روتشيلد في فلسطين العثمانية.

## القيادة الصهيونية

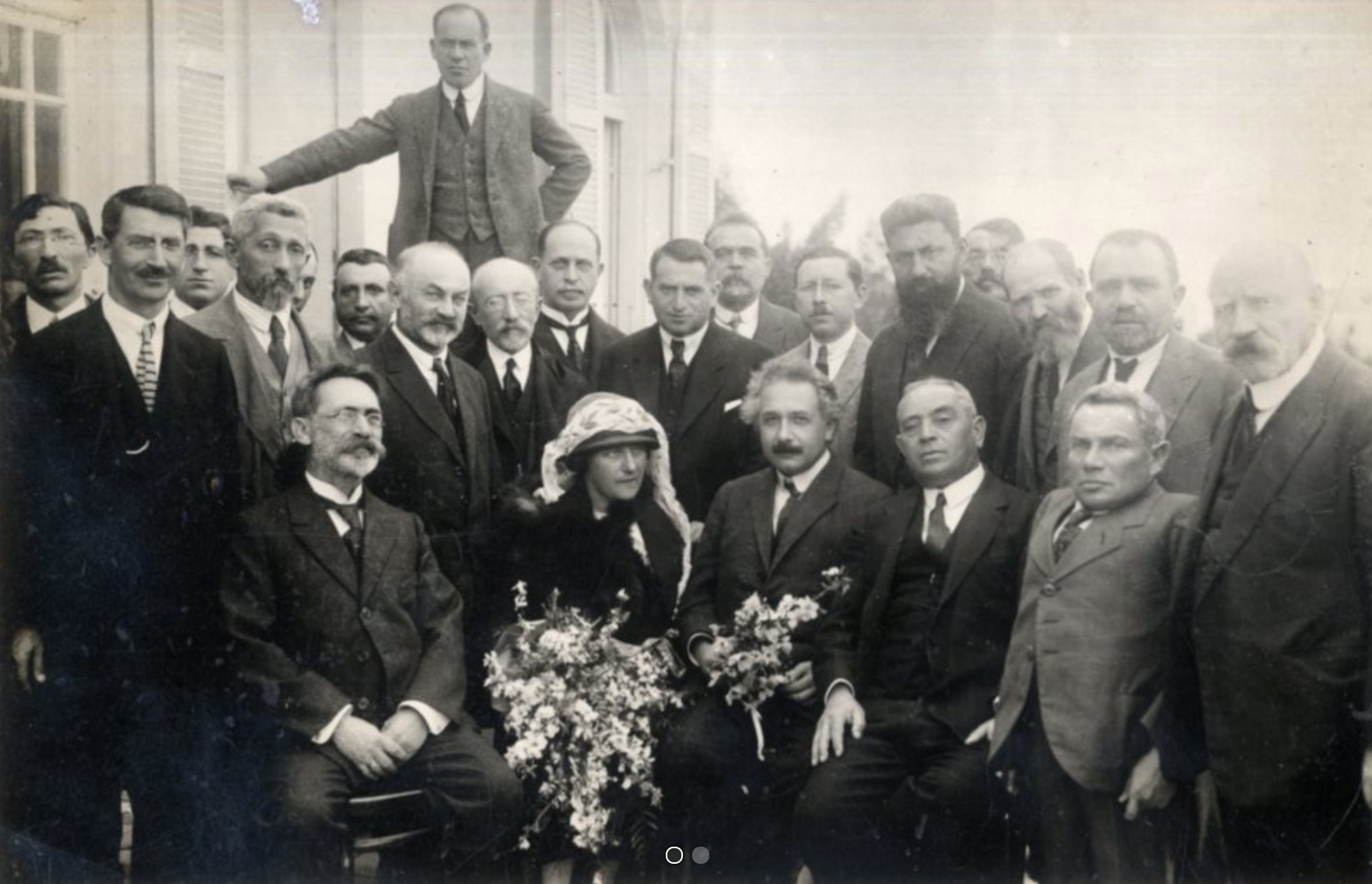
لقاء ألبرت أينشتاين مع مائير ديزنغوف

في كيشينيف التقى ديزنغوف تيودور هرتزل وأصبح من أتباعه المتحمسين. ومع ذلك، عارض ديزنغوف بشدة خطة أوغندا التي اقترحها البريطانيون والتي روج لها هرتزل في المؤتمر الصهيوني السادس. بدلاً من ذلك، رأى ديزنغوف إنشاء مستوطنات يهودية في فلسطين. وشارك ديزنغوف بنشاط في شراء الأراضي وإنشاء التجمعات اليهودية، وعلى الأخص في تل أبيب.
كان يُنظر إلى ديزنغوف على نطاق واسع على أنه زعيم للجالية اليهودية قبل إنشاء دولة إسرائيل. والتقى بالعديد من قادة العالم البارزين الذين سافروا إلى فلسطين العثمانية وفلسطين تحت الانتداب البريطاني، بصفته ممثلاً للمجتمع اليهودي.

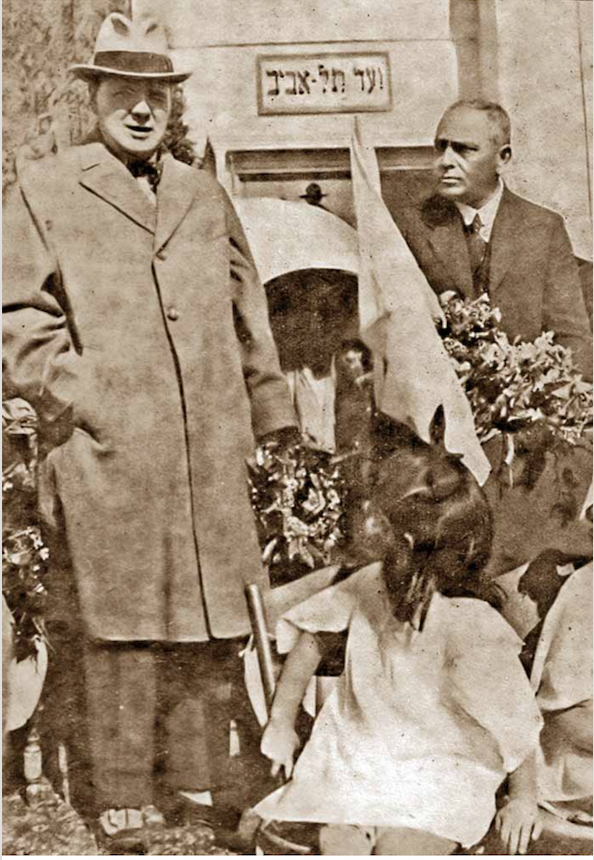
لقاء ونستون تشرشل مع مائير ديزنغوف في تل أبيب

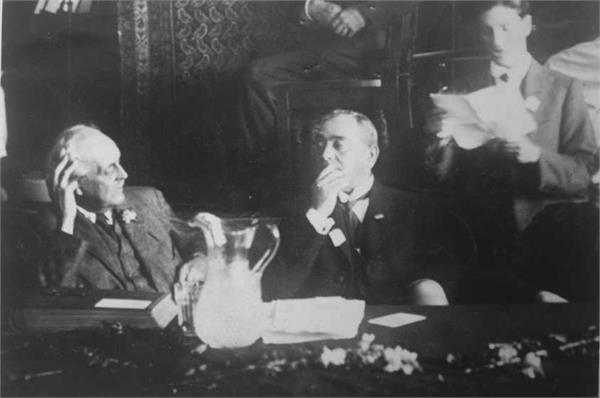
مائير ديزنغوف مع ألفريد بلفور 1925

زار ونستون تشرشل فلسطين في مارس 1921 والتقى بديزنغوف. وخلال خطاب احتفالي مع تشرشل، أعلن ديزنغوف: «هذه البلدة الصغيرة في تل أبيب، التي لا يكاد عمرها 12 عامًا، غزوناها وهي ما تزال كثبانا رملية، وقمنا ببنائها من خلال عملنا ومجهوداتنا». أعجب تشرشل بدوافع وتصميم اليهود تحت قيادة ديزنغوف. وفي فلسطين، قال تشرشل لوفد مناهض للصهيونية: «لقد تم إهمال هذا البلد كثيرًا في الماضي وتم تجويعه وحتى تشويهه بسبب الحكومة التركية السيئة... يمكنك أن ترى بأم عينيك في أجزاء كثيرة من هذا البلد العمل قامت به المستوطنات اليهودية. وكيف تم استصلاح الأراضي الرملية المهملة وزُرعت مزارع وبرتقال مزدهرة بدلاً منها». وفي نفس اليوم قال تشرشل لوفد يهودي إنه سيبلغ لندن أن الصهاينة «يحولون الأراضي الرملية إلى أراضي خصبة.. يزرعون الأشجار ويطورون الزراعة في الأراضي الصحراوية... مما يؤدي إلى زيادة الثروة والزراعة» وأضاف كذلك أن السكان العرب «سيجنون فوائد عظيمة، وسيشاركون في الإصلاح العام والتقدم.» 

## المشاريع التجارية
أثناء دراسته للهندسة الكيميائية في جامعة باريس، التقى ديزنغوف بإدموند جيمس دي روتشيلد، الذي أرسله إلى فلسطين الخاضعة للحكم العثماني لإنشاء مصنع للزجاج من شأنه أن يوفر الزجاجات لمصانع نبيذ روتشيلد. افتتح ديزنغوف المصنع في طنطورة في عام 1892، لكنه لم ينجح بسبب الشوائب في الرمال، وسرعان ما عاد ديزنغوف إلى كيشينيف.
في عام 1905، وبدافع من معتقداته الصهيونية، عاد ديزنغوف إلى فلسطين واستقر في يافا. أسس شركة «غيولاه»، التي اشترت أراضي في فلسطين من العرب، وانخرط في أعمال الاستيراد، وخاصة الآلات والسيارات لتحل محل العربات التي تجرها الخيول التي كانت بمثابة وسيلة النقل الأساسية من ميناء يافا إلى القدس وبلدات أخرى. كما شارك في تأسيس شركة قوارب تحمل اسمه، وشغل منصب القنصل البلجيكي.
وعندما علم ديزنغوف أن السكان كانوا يخططون لبناء حي يهودي حديث، يسمونه تل أبيب، أقام شراكة مع شركة أهوزات باييت واشترى أرضًا في ضواحي يافا، والتي تم توزيعها على المستوطنين الأوائل بالقرعة.

## تأسيس تل أبيب

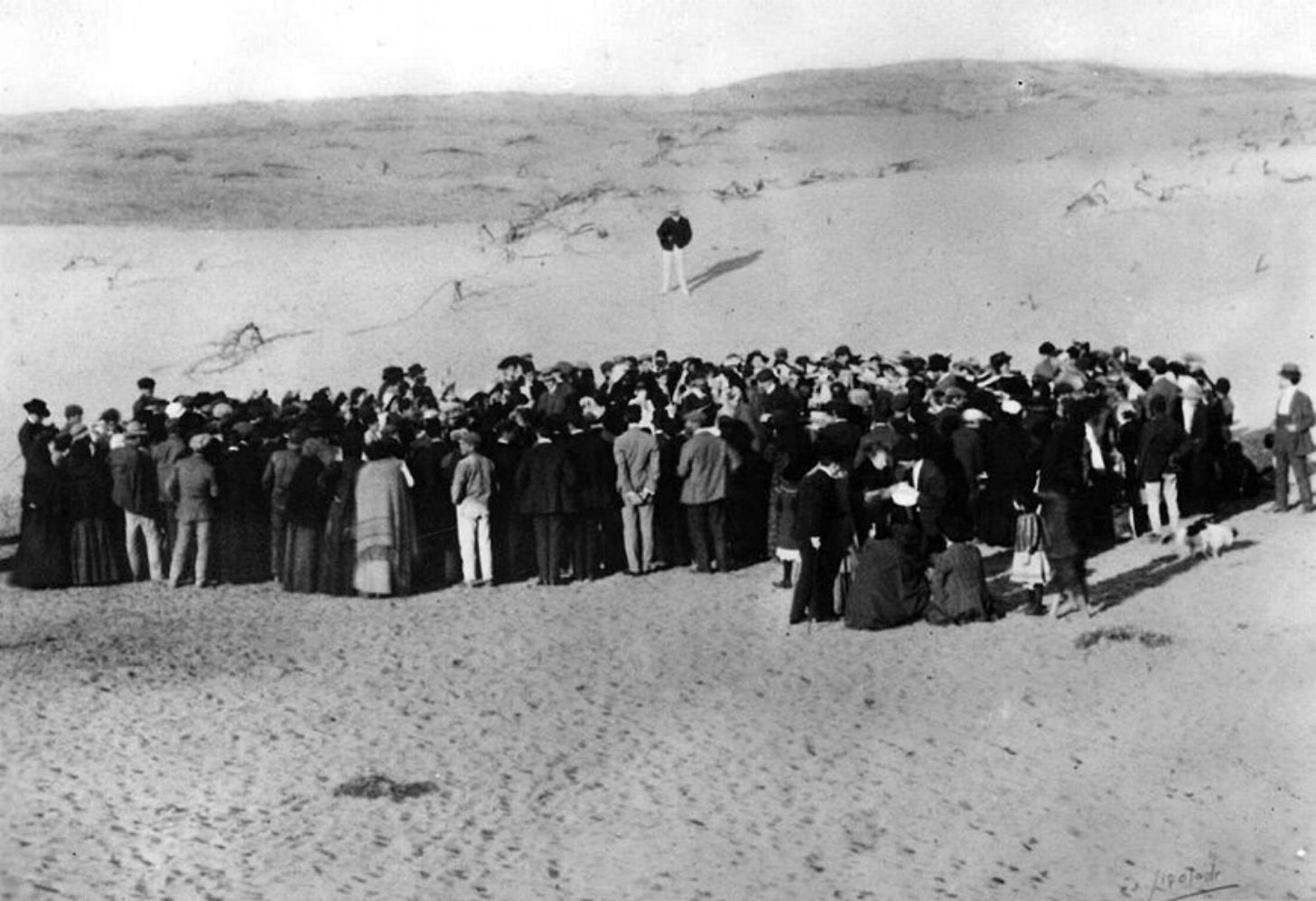
تأسيس تل أبيب

كان ديزنغوف أحد مؤسسي شركة أهوزات باييت، التي تم تنظيمها لإنشاء حي يهودي حديث بالقرب من مدينة يافا العربية في عام 1909.
في 11 أبريل 1909، اجتمعت ستة وستون عائلة على الشاطئ الرملي لتقسيم الكثير مما كان سيصبح تل أبيب. شارك مائير ديزنغوف، الزعيم المدني الذي سيكون أول عمدة للمدينة، في هذه القرعة. تم تصوير تلك اللحطة من قبل المصور أبراهام سوسكيند. وفي الصورة الأيقونية، يمكن رؤية أعضاء المجموعة وهم يقفون على الكثبان الرملية في المكان المحدد الذي يوجد فيه شارع روتشيلد حاليًا. ووفقًا للأسطورة، فإن الرجل الذي يقف خلف المجموعة، على منحدر الكثبان الرملية، هو رجل عارض الفكرة، ويُزعم أنه يخبر الآخرين بأنهم مجانين بسبب عدم وجود ماء في الموقع.

## عمدة تل أبيب

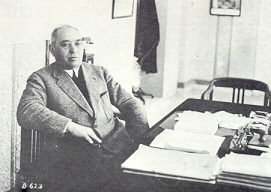
مائير ديزنغوف

كان مائير ديزنغوف وزوجته من بين أول ست وستين عائلة اجتمعت في 11 أبريل 1909 على الكثبان الرملية شمالمدينة يافا لعقد قرعة لتوزيع قطع الأراضي التي أسست ما أصبح في النهاية مدينة تل أبيب. 
أصبح ديزنغوف رئيسًا للجنة تخطيط المدينة في عام 1911، وهو المنصب الذي شغله حتى عام 1922. عندما تم الاعتراف بتل أبيب كمدينة، تم انتخاب ديزنغوف أول عمدة لها. ظل في منصبه حتى وقت قصير من وفاته، باستثناء فترة توقف استمرت ثلاث سنوات في 1925-1928.
خلال الحرب العالمية الأولى، طرد العثمانيون جزءًا كبيرًا من السكان وكان ديزنغوف همزة الوصل بين المنفيين والسلطات العثمانية. في هذا الوقت كان يرسل المساعدات إلى المنفيين من تل أبيب وحصل على لقب «ريش غالوتا». قام بالدعاية لتلك الأزمة ونشرها على نطاق واسع، عبر الصحف بشكل أساسي، ونجح في إقناع الحكام بالموافقة على الإمداد المنتظم بالطعام والمؤن للمنفيين.
أما بخصوص الجاسوس اليهودي يوسف ليشانسكي الذي وقع في أسر العثمانيين واحتجزوه في دمشق في عام 1917، وبعد تلقي ديزنغوف تمويلًا من شكة التجسس نيلي التي يعمل لحسابها ليشانسكي، فقد رفض ديزنغوف ليس فقط توفير الأموال لتحريره، وإنما رفض أيضًا تعويضه عن المساعدات التي قدمها لسجناء آخرين- بينهم معادون للصهيونية-، مع أنه كان تلقى المال من نيلي بالفعل.
بعد أحداث الشغب العربية في أبريل - مايو 1921،  أقنع سلطات الانتداب البريطاني بالاعتراف بتل أبيب باعتبارها بلدية مستقلة وليست جزءًا من يافا.  في أوائل العشرينات من القرن الماضي، كان ديزنغوف قادرًا على جذب العديد من الرموز الثقافية للعيش في تل أبيب. بعد وصول آشر تسفي غرينبرغ، المعروف باسم آحاد هعام، إلى إسرائيل في عام 1922، عرض عليه ديزنغوف منصبًا تدريسيًا في أول مدرسة ثانوية ناطقة بالعبرية في تل أبيب، ثانوية هرتسيليا. وعلى الرغم من أن غرينبرغ كان يعيش في القدس في ذلك الوقت، إلا أن عرض الوظيفة والمنزل (الذي يقع حاليا في شارع سمي باسمه هو شارع آحاد هعام) أقنع الفيلسوف الصهيوني بالانتقال إلى تل أبيب. كما قرر الشاعر حاييم نحمان بياليك عدم الانتقال إلى القدس بسبب عرض ديزنغوف لمنزل ووظيفة وشارع يحمل اسمه إذا انتقل إلى تل أبيب، وهو ما فعله عام 1924. كما أقنع ديزنغوف الفنان رؤوفين روبين بالانتقال إلى تل أبيب.
ظهرت العديد من اللجان والجمعيات خلال فترة ديزنغوف كعمدة للمدينة. إحداها كانت لجنة «ليفانت فير» (العبرية يارد همزرا)، التي تأسست عام 1932، والتي نظمت معرضها الأول في ذلك العام. في البداية، أقيم المعرض في جنوب المدينة، ولكن بعد نجاحه الكبير، تم بناء أرض المعارض مع المباني المخصصة في شمال تل أبيب. أقيم معرض دولي كبير في عام 1934، تلاه معرض ثان بعد ذلك بعامين.

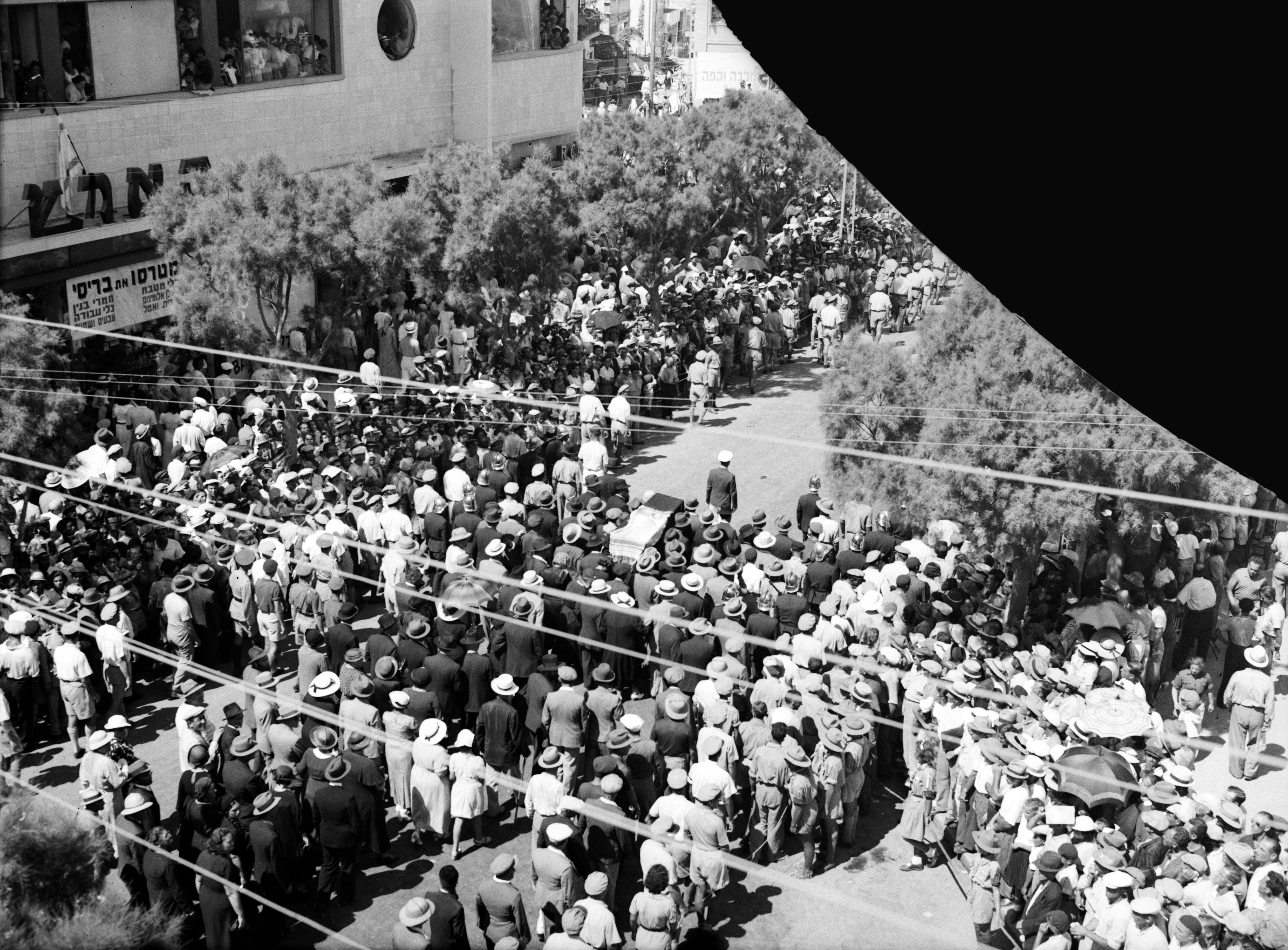
جنازة مائير ديزنغوف، 24 سبتمبر 1936، تل أبيب.

ولاحقا شارك ديزنغوف في تطوير المدينة، وشجع على توسعها السريع - بإجراء عمليات تفتيش يومية، والاهتمام بالتفاصيل مثل النشاطات الترفيهية. وكان حريصا على حضور موكب استعراضي اسمه «أدلويادا» ضمن كرنفال عيد الفور السنوي.
بعد وفاة زوجته، تبرع بمنزله لمدينة تل أبيب، لاستخدامه كمتحف فني، وتبرع العديد من الفنانين بلوحاتهم لتزيين المتحف وتحسينه.
في عام 1936، مع اندلاع الثورة العربية، أغلق العرب ميناء يافا بقصد وقف التوسع السريع للمستوطنات اليهودية في فلسطين تحت الانتداب. ضغط ديزنغوف على الحكومة لمنحه إذنًا لفتح ميناء في مدينته الجديدة تل أبيب، وقبل وفاته تمكن من تدشين أول رصيف لميناء تل أبيب الجديد. وألقى خطابا في ذلك اليوم بدأه بهذه الكلمات: «سيداتي وسادتي، ما زلت أتذكر اليوم الذي لم يكن فيه ميناء في تل أبيب».
بعد سنوات من بناء المنازل والمستشفيات والمؤسسات العامة والكنيس، إلخ. كتب ديزنغوف «بدأنا نشعر بالحاجة إلى تعزيز الجمال». في زيارة إلى باريس، أنشأ ديزنغوف لجنة فنية. وكتب مارك شاغال: «السيد ديزنغوف جاء إليّ في باريس طالبًا المساعدة في بناء متحف. لم أصدق أن الرجل كان يبلغ من العمر سبعين عامًا، وكانت عيناه تتألقان... على الرغم من أنني كنت أنوي الذهاب إلى أرض إسرائيل عدة مرات، وفي كل مرة ألغيت فيها الرحلة - لكن هذه المرة، أثر حماس السيد ديزنغوف في.. فحزمت أمتعتي وقررت أن أساعده».
في يونيو 1931، سافر مارك شاغال وعائلته إلى مدينة تل أبيب، بدعوة من مائير ديزنغوف، بالتزامن مع خطته لبناء متحف يهودي في المدينة الجديدة. وتمت دعوتهم للإقامة في منزل ديزنغوف في تل أبيب.

## منزل ديزنغوف/ قاعة الاستقلال

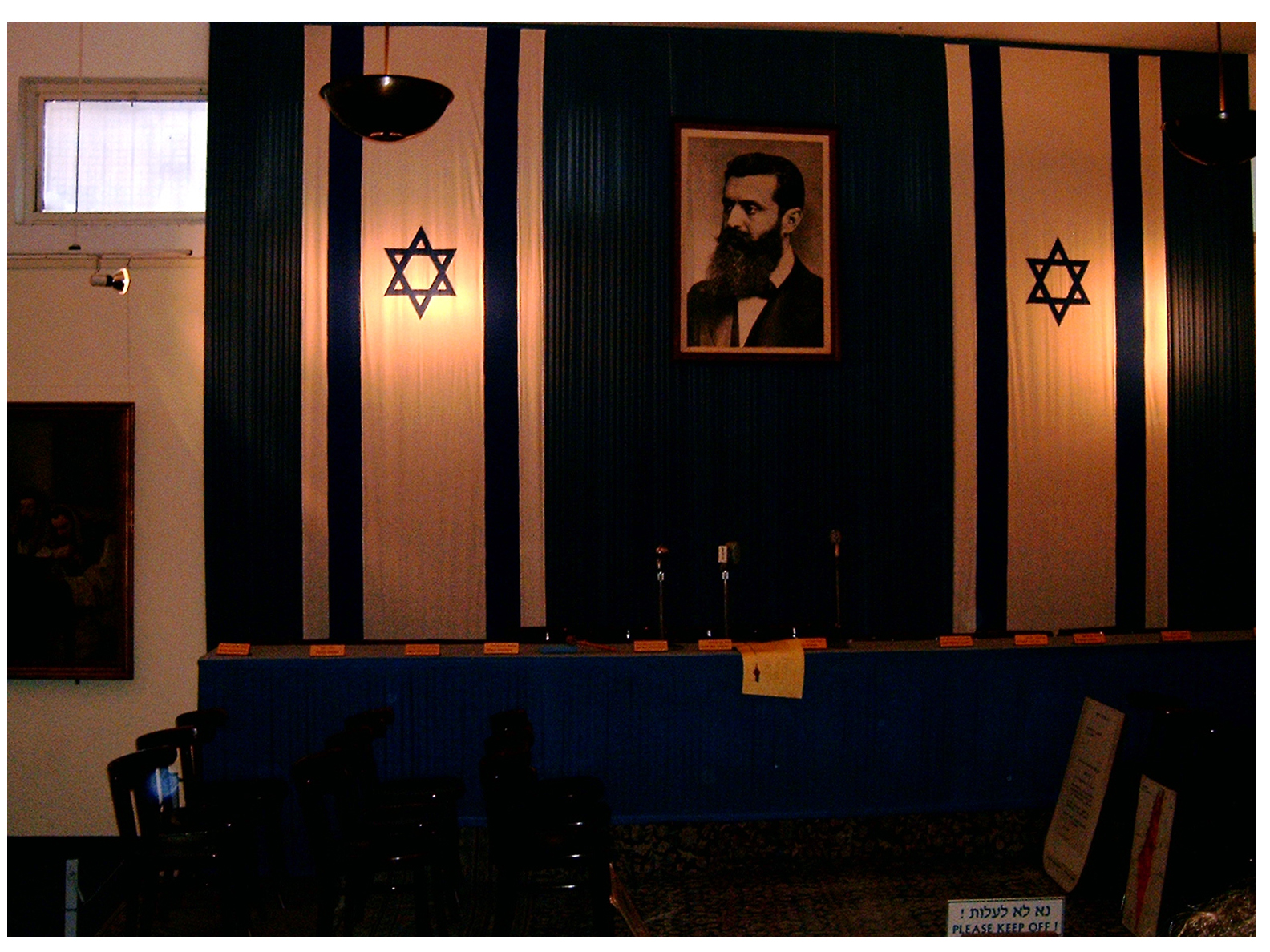
داخل منزل ديزنغوف، وهي حاليا قاعة الاستقلال، حيث أعلن بن غوريون استقلال إسرائيل في 14 مايو 1948

في عام 1930، وبعد وفاة زوجته، تبرع ديزنغوف بمنزله لمدينته الحبيبة تل أبيب وطلب تحويله إلى متحف. خضع المنزل لتجديدات واسعة وتحول إلى متحف تل أبيب للفنون في عام 1932. انتقل المتحف إلى موقعه الحالي عام 1971.
في 14 مايو 1948، أعلن دافيد بن غوريون استقلال دولة إسرائيل في منزل مائير ديزنغوف. وأصبح المبنى الآن متحفًا تاريخيا ويُعرف باسم قاعة الاستقلال.
يوجد نصب تذكاري في منزل ديزنغوف (قاعة الاستقلال) لتكريم كل من الستة والستين عائلة الأصلية في تل أبيب بالإضافة إلى تمثال لديزنغوف وهو يمتطي حصانه الشهير.

## وفاته
توفي مائير ديزنغوف في 23 سبتمبر 1936.  ودفن في مقبرة ترومبلدور في مدينة تل أبيب.

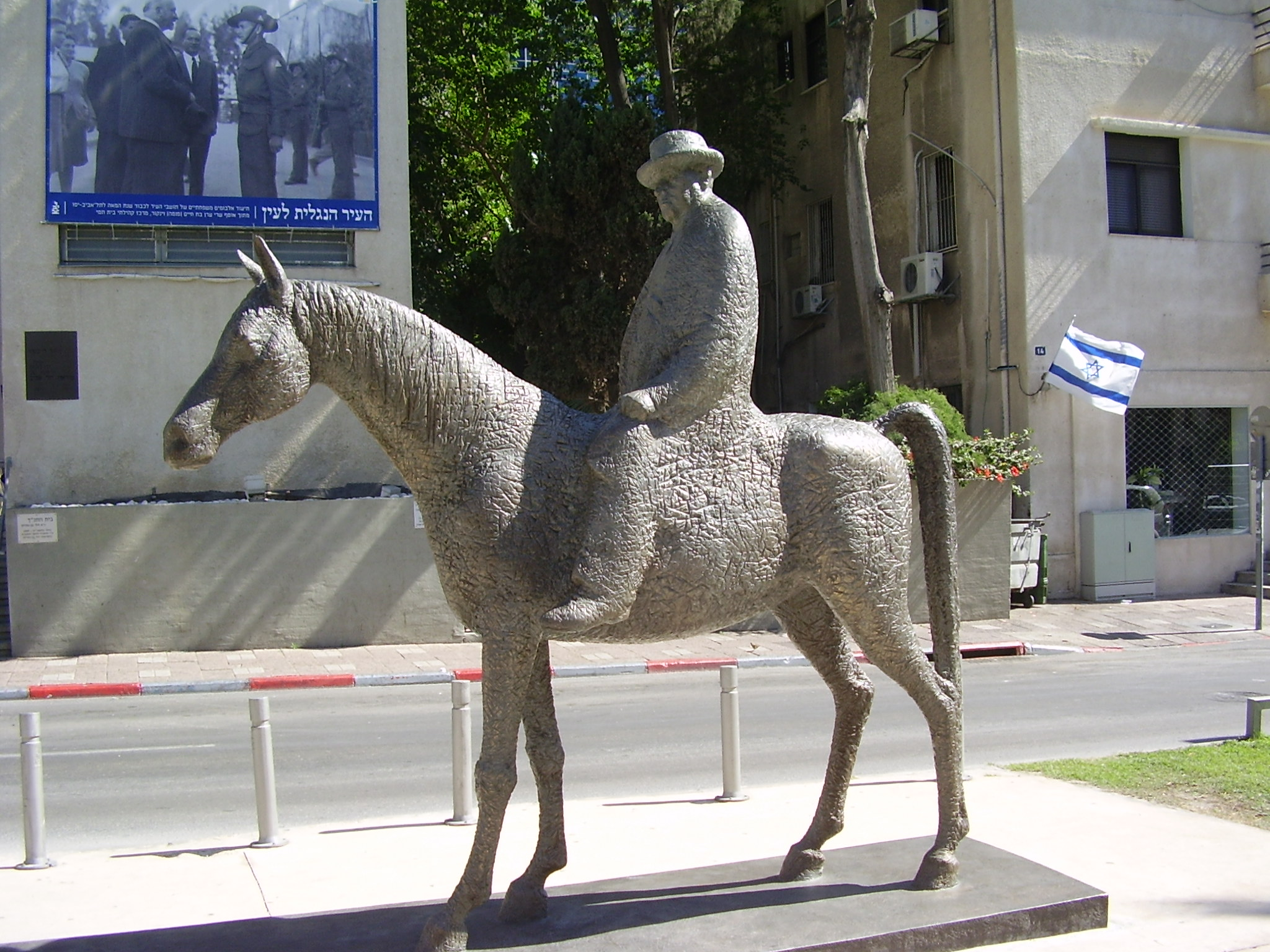
تمثال لمائير ديزنغوف يمتطي حصانه، يقع في شارع روتشيلد، تل أبيب

## الذكرى
تم تسمية منتزه مائير وشارع ديزنغوف باسمه.  ودخل اسمه أيضًا في قاموس اللغة الإسرائيلية العامية: فقد تم استخدامه كفعل - lehizdangeff - وهو ما يعني «السير في شارع ديزنغوف»، أي الخروج في المدينة.
وأطلق اسمه على ساحة ديزنغوف، التي تتميز بمنحوتة يعقوب أجام، وتحمل اسم زوجته زينا.